# Piedras de Afilar
Piedras de Afilar är en ort i Mexiko.   Den ligger i kommunen Coxquihui och delstaten Veracruz, i den sydöstra delen av landet, 190 km nordost om huvudstaden Mexico City. Piedras de Afilar ligger 144 meter över havet och antalet invånare är 401.
Terrängen runt Piedras de Afilar är platt åt nordost, men åt sydväst är den kuperad. Runt Piedras de Afilar är det tätbefolkat, med 356 invånare per kvadratkilometer. Närmaste större samhälle är Olintla, 17,5 km sydväst om Piedras de Afilar. Omgivningarna runt Piedras de Afilar är en mosaik av jordbruksmark och naturlig växtlighet.